# Anoplodera bicolorimembris
Anoplodera bicolorimembris là một loài bọ cánh cứng trong họ Cerambycidae.